# Epeolus tsushimensis
Epeolus tsushimensis är en biart som beskrevs av Cockerell 1926. Epeolus tsushimensis ingår i släktet filtbin, och familjen långtungebin. Inga underarter finns listade i Catalogue of Life.